# كتاب الرسم والخط
كتاب الرسم والخط (بالبرتغالية: Manual de Pintura e Caligrafia أو بترجمةٍ ثانية "دليل الرسم والكتابة")، هي رواية للمؤلف البرتغالي الحائز على جائزة نوبل خوسيه ساراماغو. نُشرت الرواية لأول مرة عام 1977.  ترجم الكتاب إلى الإنجليزية جيوفاني بونتييرو عام 1993.
تعتبر هذه الرواية انطلاقة ساراماغو الأولى، وفيها ومن خلال حياة بطل الرواية رسام البورتريه الذي يرسم بيد تتمرد على الفرشاة وتمسك بالقلم، يحاول أن يجد إجابات لتعقيدات الحياة بأسلوب فلسفي. يكتب رسام البورتريه سيرته الذاتية لتتماهى حياته مع الأحداث المهمة التي مرت بالبرتغال في الفترة التي سبقت ثورة القرنفل عام 1974.